# Partido Socialista de Chile
El Partido Socialista de Chile (PS) es un partido político chileno fundado el 19 de abril de 1933. Fundado inicialmente como un partido que acogía a una pluralidad de corrientes de la izquierda política, tras el retorno a la democracia el partido incorporó a su acervo ideológico los aportes del pensamiento democrático radical, la socialdemocracia, el racionalismo laico, el cristianismo de izquierda y la defensa incondicional de los derechos humanos.
A lo largo de su historia, ha formado parte de diversas coaliciones, siendo las principales el Frente Popular, el Frente de Acción Popular, la Unidad Popular, la Concertación de Partidos por la Democracia y la Nueva Mayoría. Asimismo, dos de sus militantes han llegado a la presidencia de la República: Salvador Allende, entre 1970 y 1973, y Michelle Bachelet, en dos períodos, entre 2006 y 2010 y entre 2014 y 2018.
Tras el golpe de Estado de 1973, el PS fue proscrito por la dictadura militar junto con el resto de los partidos políticos de la Unidad Popular; y sus militantes y sus simpatizantes fueron perseguidos por el régimen. Durante la dictadura, el conglomerado se fraccionó en diversos grupos, que no volverían a unirse sino hasta el retorno de la democracia en 1990, los cuales en mayor o menor medida revisaron los planteamientos ideológicos históricos del PS, incorporando a su base ideológica marxista los aportes del pensamiento democrático radical, el cristianismo de izquierda, el racionalismo laico y la doctrina de los Derechos Humanos.
La colectividad es liderada desde junio de 2022 por Paulina Vodanovic. Durante años fue el segundo partido político chileno con mayor cantidad de militantes después del Partido Comunista de Chile. Actualmente ocupa el tercer puesto, con más de 40 mil miembros, siendo ambos superados por el Frente Amplio.

## Historia

### Fundación

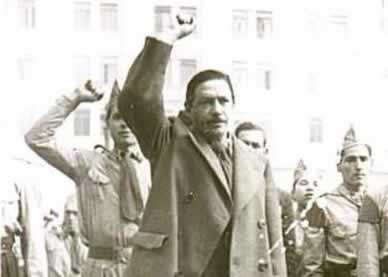
Oscar Schnake, fundador y primer Secretario Ejecutivo.

El pensamiento socialista en Chile se remonta a mediados del siglo XIX, cuando Francisco Bilbao y Santiago Arcos Arlegui levantaron el discurso de la igualdad en la sociedad chilena. Estas ideas tomaron fuerza en el mundo obrero a principios del siglo XX y los ideales mutualistas, socialistas, anarquistas y comunistas se difundieron a través de la escritura y líderes como Luis Emilio Recabarren. Por otra parte, el impacto de la revolución bolchevique en Rusia dio nuevos impulsos a los movimientos revolucionarios, que en la década del veinte se identificaron con el movimiento comunista mundial, surgiendo el Partido Comunista de Chile.
La Gran Depresión de 1930 sumergió a los sectores populares y medios del país en una grave crisis que los llevó a simpatizar con las ideas socialistas, expresándose en la instauración de la breve República Socialista, de 1932. La idea de fundar un partido político que uniera a los diferentes movimientos que se identificaban con el socialismo cristalizó en la fundación del Partido Socialista de Chile, el 19 de abril de 1933. De esta forma, en la calle Serrano 150, concurrieron: 14 delegados del Partido Socialista Marxista conducidos por Eduardo Rodríguez Mazer y Jorge Astorga Santis; 18 de la Nueva Acción Pública, liderados por el abogado Eugenio Matte Hurtado; 12 delegados de la Orden Socialista, cuyo principal exponente era el arquitecto Arturo Bianchi Gundian; y 26 representantes de la Acción Revolucionaria Socialista de Óscar Schnake para protocolizar el Acta de Fundación, su Programa de Acción Inmediata y elegir a su Primer secretario General Ejecutivo, Óscar Schnake.

### Refundación
El 8 de marzo de 1990 el partido se formalizó nuevamente, estando constituida su directiva por Osvaldo Lagos Puccio como presidente, Francisco Fernández Fredes como secretario general y Ernesto Galaz Cañas como tesorero.

### El PS en la oposición a Piñera (2010-2014)
Durante el año 2009 el partido sufrió una renuncia significativa de militantes, especialmente de las corrientes del Tercerismo y Grandes Alamedas. Jorge Arrate se acercó a los socialistas allendistas y fue candidato a la presidencia con el respaldo del Partido Comunista y la Izquierda Cristiana, mientras que Carlos Ominami dejó la tienda para apoyar la opción presidencial de su hijo, el también exsocialista Marco Enríquez-Ominami. Anteriormente se había concretado la salida de Alejandro Navarro, quien conformó el partido Movimiento Amplio Social (MAS).
En las elecciones parlamentarias de 2009, bajo el liderazgo de Camilo Escalona, el PS sufrió una derrota electoral, dejó de tener la primera fuerza en el Senado y se redujo de 15 a 11 sus diputados.
Sus pérdidas más emblemáticas fueron en la región del Maule, al perder sus 2 senadores, Jaime Gazmuri y Jaime Naranjo. Cabe destacar que aunque el PS perdió sus 2 senadores del Maule, su compañero de coalición, el Partido Demócrata Cristiano (PDC), obtuvo 2 senadores en la misma región, convirtiendo a esta en la primera fuerza política en el Senado con 9 senadores, dejando así a su coalición política, la Concertación de Partidos por la Democracia, con la primera fuerza en el senado con 19 senadores, siendo el PS la segunda fuerza tras el PDC.
Luego de la renuncia de su timonel, Camilo Escalona, fue elegido Osvaldo Andrade, diputado por el distrito 29 y ex ministro del Trabajo de la presidenta Bachelet, teniendo como primera meta retomar las mayorías, tanto en las municipales como en las parlamentarias.
A pesar de la derrota, el PS se mantuvo en la Concertación, aunque para las elecciones municipales de 2012 hizo pacto con la Democracia Cristiana para su lista de concejales, mientras el Partido por la Democracia y el Partido Radical Socialdemócrata fueron en un bloque separado que incluyó al Partido Comunista y a la Izquierda Ciudadana.
En 2013 el PS se integró a la coalición Nueva Mayoría, la cual quedó conformada por los partidos restantes de la Concertación más el Partido Comunista, la Izquierda Ciudadana y el Movimiento Amplio Social. Presentó la candidatura de la expresidenta Michelle Bachelet, la que fue reelegida con cerca del 62 % de los sufragios en segunda vuelta. Este resultado instaló al PS nuevamente en el oficialismo y elevó a uno de sus militantes por tercera vez a la primera magistratura del país.
En las elecciones parlamentarias de 2013, el partido subió su cantidad de diputados y logró triunfos emblemáticos en la senatorial como los de Carlos Montes por Santiago Oriente, Alfonso de Urresti en Los Ríos y Rabindranath Quinteros en Los Lagos. Aun así, perdió al senador Camilo Escalona en la región del Biobío.

### Denuncias en San Ramón, crisis interna y renuncias (2019-2020)
En 2019 un reportaje de Teletrece denunció graves irregularidades ocurridas en la comuna de San Ramón durante las elecciones de la directiva del Partido Socialista, donde algunas personas habrían sido expulsadas del partido por conductas indebidas dentro de la municipalidad por su relación con delincuentes condenados por narcotráfico, pudiendo sufragar en la elección. También se mencionó un posible clientelismo dentro de la comuna de San Ramón, debido a que el 19 % de los militantes del partido en la Región Metropolitana pertenece a esa comuna. Además, cerca de 210 de funcionarios municipales que se desempeñaban en distintas labores pertenecían al partido. En la denuncia además se señaló que siete personas entregaron la misma dirección en una vivienda de la Población La Bandera al momento de inscribirse en el partido, y posteriormente se comprobaría que esas personas eran parientes cercanas de Jorge Pinto Carvajal, condenado por narcotráfico, y además exfuncionario de la municipalidad.
Producto de estas graves denuncias, el 21 de junio de 2019 el tribunal supremo del partido anuló las elecciones que se efectuaron en la comuna de San Ramón, resultando ganadora la lista de Álvaro Elizalde por sobre la lista de Maya Fernández.
Dentro del contexto de las manifestaciones de octubre de 2019, el partido ha sido uno de los más afectados en cuanto en renuncias. Para febrero de 2020, hubo 1.890 personas que renunciaron. Dentro de ellas, se encuentran dirigentes históricos de la colectividad como el expresidente del partido, Germán Correa o Ernesto Águila. Una semana antes, el diputado Marcelo Díaz presentó su renuncia al partido.
En octubre de 2019, poco antes de las manifestaciones, también renunciaba el destacado abogado constitucionalista Fernando Atria, el alcalde de Independencia, Gonzalo Durán y el alcalde de Puerto Montt, Gervoy Paredes. El gesto se entendió como un ultimátum hacia la directiva del partido.

### Elecciones 2021, ruptura con el PDC y alianza con Boric

Bandera usada por el PS en la campaña del plebiscito, apoyando las opciones «Apruebo» y «Convención Constitucional».

El 28 de enero de 2021, el Partido Socialista proclamó de forma unánime a Paula Narváez como su candidata presidencial en vista de las próximas elecciones presidenciales de 2021. Finalmente, en la consulta ciudadana de Unidad Constituyente resultó vencedora la senadora Yasna Provoste (PDC). Algunas figuras como la diputada Maya Fernández se distanciaron de la demócratacristiana y respaldaron al abanderado de Apruebo Dignidad, Gabriel Boric (CS).
Provoste no logró pasar al balotaje y de forma inmediata el PS anunció que apoyaría de forma «incondicional» a Boric en la segunda vuelta. El postulante integró a socialistas como Carlos Montes a su comando ampliado. Finalmente el candidato logró superar a José Antonio Kast (PRCh) en el balotaje.
Tras las elecciones el propio presidente electo planteó la necesidad de ampliar la coalición, teniendo especial consideración al PS al sentirse representado por la «tradición socialista». En paralelo, el partido se coordinó en un espacio parlamentario con el PPD, PR, PL y Nuevo Trato conocido como Socialismo Democrático, en un grupo que no incluyó al PDC.
El 21 de enero de 2022 el presidente Boric anunció a su primer gabinete con figuras de Apruebo Dignidad y de Socialismo Democrático. El PS llegó al Gobierno con la designación de Maya Fernández (Defensa) y Carlos Montes (Vivienda y Urbanismo). A ellos se sumaron independientes ligados a la colectividad como Mario Marcel (Hacienda), Antonia Urrejola (Relaciones Exteriores) y Begoña Yarza (Salud).
El PDC, partido que fue aliado de los socialistas por más de 30 años, no fue invitado a la nueva administración. El senador demócratacristiano Francisco Huenchumilla confirmó que con esto se ponía fin al «ciclo histórico del trabajo de la centroizquierda desde el eje articulador PS-DC» que se aglutinó en la Concertación (1988-2013), la Nueva Mayoría (2013-2018), Unidad Constituyente (2020-2021) y Nuevo Pacto Social (2021-2022).

## Organización

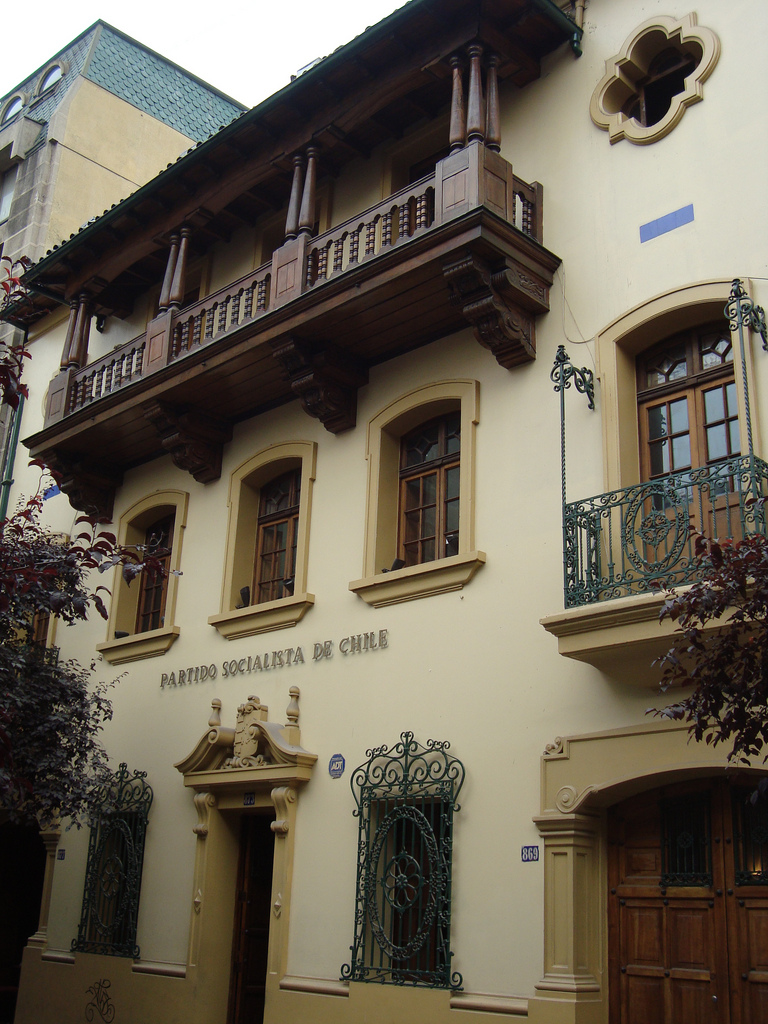
Sede del Partido Socialista de Chile.

### Aspectos históricos
La elección del secretario general y el Comité Central se efectuaba directamente por los delegados al Congreso General o Extraordinario del partido entre 1933 y 1971. En el XXIII Congreso General Ordinario (1971), se cambió al sistema en el cual los delegados eligen el Comité Central y posteriormente este elige la Comisión Política y el secretario general. En 1989, con la unificación del Partido Socialista, se establece la elección directa por los militantes del presidente, secretario general, vicepresidentes y el Comité Central.
La estructura básica y territorial del partido, entre 1933 y 1989, era, desde el nivel más bajo al más alto, de: Núcleo, Comité Seccional y Comité Regional, las cuales se elegían indirectamente. Se agregaban también las Brigadas por frente social u otra agrupación (por ejemplo la Brigada Universitaria Socialista y la Brigada Parlamentaria Socialista). En 1989 se adoptó una organización más acorde con la estructura organizativa del país, esto es: Núcleo, Dirección Comunal y Dirección Regional. Existen, con autonomía orgánica y programática, la Juventud Socialista.

### Régimen actual
El máximo organismo del partido es el Comité Central, compuesto por 110 miembros, 30 de ellos elegidos mediante votación nacional, y 80 de ellos electos en proporción a los militantes de cada región, a través de votaciones regionales. Al Comité Central se incorporan, con plenos derechos, los presidentes regionales y 5 representantes de la Juventud Socialista.
Tienen derecho a voto todos los militantes que se encuentren inscritos en el Registro Nacional de Militantes del Partido y que sean mayores de 18 años. Los miembros de la Juventud Socialista que tengan entre 14 y 18 años forman parte del Padrón de Adherentes.
Para la totalidad de los cargos del partido se aplican los mecanismos de paridad de género y acción positiva de jóvenes. De esta forma, existe un 50 % de cada género sobre el número total de miembros del Comité Central (110), lo que implica que este tiene 55 integrantes mujeres. La acción positiva a favor de los jóvenes (20 %) opera en forma similar a la de género, entendiéndose por jóvenes a aquellos militantes que a la fecha de cada elección no hayan cumplido 30 años de edad.

### Autoridades

#### Secretarios Generales
| Foto | Nombre                    | Período   |
| ---- | ------------------------- | --------- |
|      | Óscar Schnake Vergara     | 1933-1939 |
|      | Marmaduke Grove Vallejos  | 1939-1943 |
|      | Salvador Allende Gossens  | 1943-1944 |
|      | Bernardo Ibáñez Águila    | 1944-1946 |
|      | Raúl Ampuero Díaz         | 1946-1948 |
|      | Eugenio González Rojas    | 1948-1950 |
|      | Raúl Ampuero Díaz         | 1950-1953 |
|      | Aniceto Rodríguez Arenas  | 1953-1955 |
|      | Raúl Ampuero Díaz         | 1955-1957 |
|      | Salomón Corbalán González | 1957-1961 |

| Foto | Nombre                                    | Período   |
| ---- | ----------------------------------------- | --------- |
|      | Raúl Ampuero Díaz                         | 1961-1965 |
|      | Aniceto Rodríguez Arenas                  | 1965-1971 |
|      | Carlos Altamirano Orrego                  | 1971-1979 |
|      | Clodomiro Almeyda Medina (PS-Almeyda)     | 1979-1989 |
|      | Carlos Altamirano Orrego (PS-Altamirano)  | 1979-1981 |
|      | Ricardo Núñez Muñoz (PS-XXIV Congreso)    | 1981-1984 |
|      | Carlos Briones Olivos (PS-XXIV Congreso)  | 1984-1986 |
|      | Manuel Mandujano Navarro (PS-Mandujano)   | 1984-1989 |
|      | Juan Gutiérrez Soto (PS-Histórico)        | 1985-1989 |
|      | Ricardo Núñez Muñoz (PS-XXIV Congreso)    | 1986-1989 |
|      | Jorge Arrate Mac Niven (PS-XXIV Congreso) | 1989      |

#### Presidentes
| Foto | Nombre                   | Período                                     | Gobierno            | Gobierno                |
| ---- | ------------------------ | ------------------------------------------- | ------------------- | ----------------------- |
|      | Clodomiro Almeyda Medina | 1989-1990                                   | Militar             | Augusto Pinochet        |
|      | Jorge Arrate Mac Niven   | 1990-1991                                   | Concertación        | Patricio Aylwin         |
|      | Ricardo Núñez Muñoz      | 1991-1992                                   | Concertación        | Patricio Aylwin         |
|      | Germán Correa Díaz       | 11 de diciembre de 1992-15 de enero de 1994 | Concertación        | Patricio Aylwin         |
|      | Camilo Escalona Medina   | 1994-1998                                   | Concertación        | Eduardo Frei Ruiz-Tagle |
|      | Ricardo Núñez Muñoz      | 1998-2000                                   | Concertación        | Eduardo Frei Ruiz-Tagle |
|      | Camilo Escalona Medina   | 2000-2003                                   | Concertación        | Ricardo Lagos           |
|      | Gonzalo Martner Fanta    | 2003-2005                                   | Concertación        | Ricardo Lagos           |
|      | Ricardo Núñez Muñoz      | 2005-2006                                   | Concertación        | Michelle Bachelet       |
|      | Camilo Escalona Medina   | 2006-2010                                   | Concertación        | Michelle Bachelet       |
|      | Fulvio Rossi Ciocca      | 23 de enero de 2010-21 de agosto de 2010    | Alianza             | Sebastián Piñera        |
|      | Osvaldo Andrade Lara     | 21 de agosto de 2010-17 de mayo de 2015     | Alianza             | Sebastián Piñera        |
|      | Isabel Allende Bussi     | 17 de mayo de 2015-9 de abril de 2017       | Nueva Mayoría       | Michelle Bachelet       |
|      | Álvaro Elizalde Soto     | 9 de abril de 2017-11 de junio de 2022      | Chile Vamos         | Sebastián Piñera        |
|      | Paulina Vodanovic Rojas  | 11 de junio de 2022-presente                | Alianza de Gobierno | Gabriel Boric           |

## Ideología
Su Declaración de Principios establece las siguientes directrices esenciales:

El Partido Socialista se declara feminista y antipatriarcal [...], popular y de izquierda, autónomo, democrático y revolucionario, en tanto persigue un cambio social profundo [...]. Asume como método de interpretación de la realidad el marxismo crítico, enriquecido y rectificado por el avance de la cultura, la ciencia y el devenir social [...]. La necesidad de terminar con la acción depredadora del capitalismo abre las vías [...] a un Estado Social Solidario y Democrático [...] al servicio de la satisfacción de las necesidades de los seres humanos, una cultura de la libertad y una proyección de Chile en el mundo a partir de su condición latinoamericanista e internacionalista.
Declaración de principios del Partido Socialista de Chile

### Persona y Comunidad
La visión de la persona humana, según la declaración del Partido Socialista de Chile, está centrada en un ideal de dignidad, libertad, igualdad social y derechos humanos. La persona humana es vista no solo como un ser individual, sino también como un miembro fundamental de la sociedad, con una interdependencia natural con su comunidad. Por lo tanto, el individuo debe tener acceso equitativo a los recursos, las oportunidades y la participación social, libre de discriminación y desigualdad. 
Además, desde el enfoque del "humanismo socialista" que el partido adopta, la persona humana es valorada por su capacidad de solidaridad, creatividad y autonomía. La persona es un agente activo en la construcción de su entorno, participando en el proceso de desarrollo y transformación social y cultural. 
El partido también destaca que el individuo debe poder vivir en un entorno libre de opresión, ya sea económica, política o cultural, avanzando hacia una "cultura de la libertad". Esto implica que toda persona debería tener la posibilidad de realizarse en todos los aspectos de su vida y con un acceso justo y respetuoso a las oportunidades . (lo que se ha traducido en un histórico apoyo a ideas del Progresismo como el Laicismo, el Ecologismo, la Revolución sexual   y el Feminismo, el Antirracismo, entre otros)

### Régimen Político
El Partido aspira a un Estado Social, Solidario y Democrático. Este modelo de Estado se propone fortalecer servicios y garantizar derechos, considerados esenciales para mantener el nivel de vida necesario para participar como miembro pleno en la sociedad (tales como Asistencia sanitaria, Educación pública, Trabajo y vivienda dignos, Indemnización de desocupación, subsidio familiar, Asistencia social. 
La aspiración es que el Estado actúe como un promotor de equidad y como regulador de las desigualdades, subordinando el poder económico privado a los intereses colectivos y asegurando que los recursos y las oportunidades se distribuyan de manera justa, proveyendo la integración de las clases sociales menos favorecidas, evitando la exclusión y la marginación, a través de la compensación de las desigualdades y de la redistribución de la renta por medio de los impuestos y el gasto público. 
Además, el partido aboga por una democracia participativa, en la cual los ciudadanos tengan una mayor intervención en la toma de decisiones políticas, superando la democracia meramente representativa. Esta visión democrática se complementa con una soberanía popular plena, en la que el pueblo tenga voz activa en la construcción de políticas públicas que respondan a sus necesidades y derechos. 

### Sistema Económico
El Partido aspira a una economía solidaria y al servicio de las personas, que se desmarca del capitalismo neoliberal y del modelo de acumulación privada de riqueza. Este enfoque económico busca priorizar el bienestar colectivo sobre los intereses individuales, con el objetivo de reducir las desigualdades y satisfacer las necesidades básicas de toda la población. 
En concreto, el partido promueve una economía democrática y participativa en la que los trabajadores y ciudadanos tengan un rol activo en la toma de decisiones económicas, como en la administración de empresas y en la planificación de los recursos. Se busca una distribución justa de los ingresos y de los activos productivos, asegurando que los recursos no se concentren en pocas manos, lo cual consideran perjudicial para la democracia. 

## Corrientes internas
A lo largo de su historia, producto de la pluralidad ideológica y la existencia de discusión política interna, han existido diversas facciones, las cuales se han disputado entre sí la dirección política y orgánica de la colectividad. Actualmente coexisten 6 tendencias o corrientes de opinión, denominadas popularmente "lotes", en su mayoría herederas de la fractura orgánica producida en dictadura entre el PS Almeyda y la Renovación Socialista. 

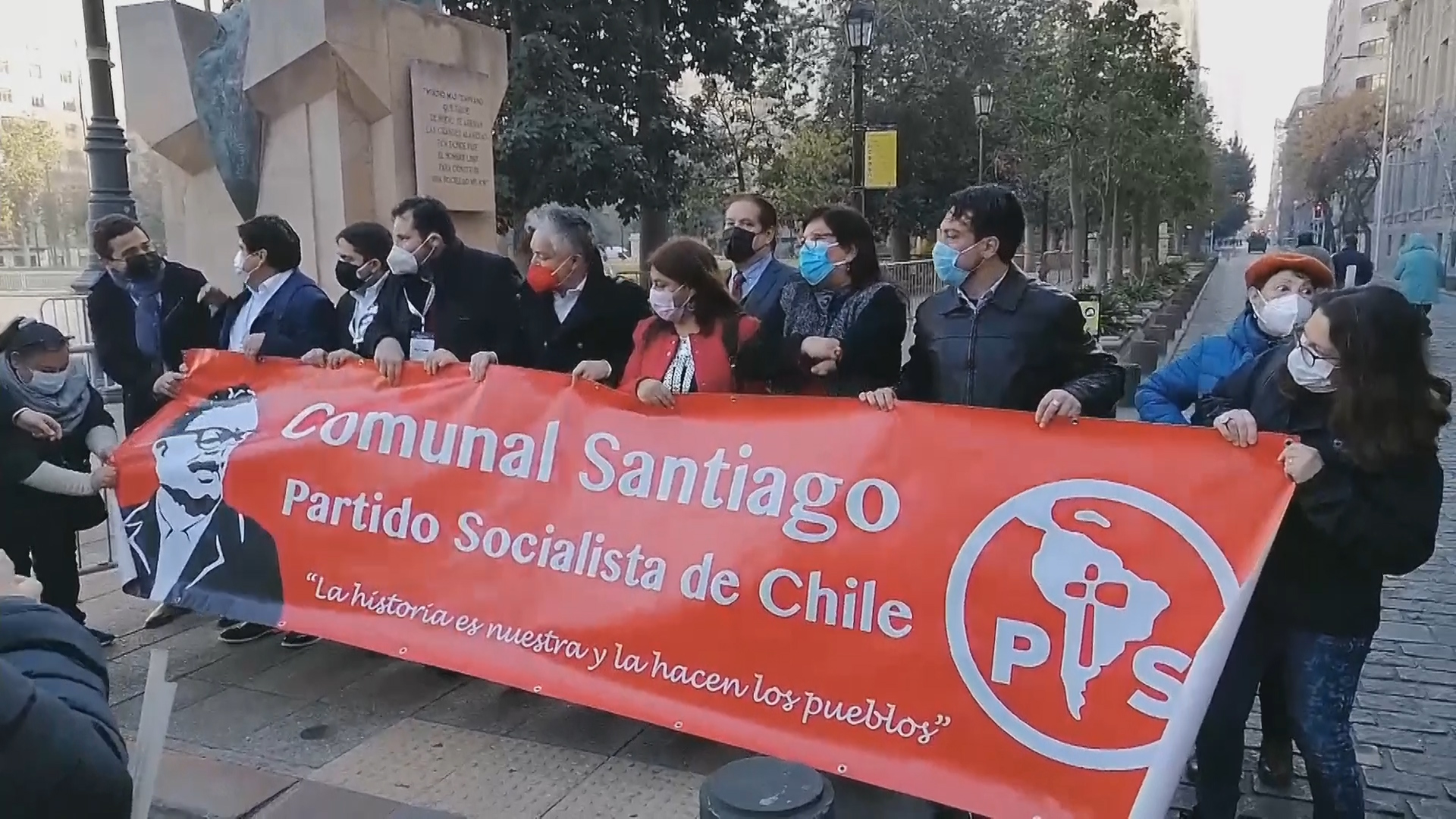
Convencionales constituyentes socialistas homenajeando a Salvador Allende.

### Nueva Izquierda
Nace a partir del PS Almeyda, organizándose en torno a la figura de liderazgo de Camilo Escalona. Producto de lo mismo, el sector se ha posicionado a lo largo de los años en las más diversas posturas internamente, una de las cuales es el apoyo a las y los jóvenes, ya que apoyó a la Juventud Socialista de Chile a que está no quedara estancada, por ende, ha levantado varios liderazgos, tales como Karina Delfino, César Valenzuela, Nicole Cardoch y ahora último, Ignacio Figueroa y Francisca Michael.Pese a contar con un gran apoyo en las bases, durante varios años a este grupo le costó plasmarlo en cargos en el gobierno o en el Congreso. 

### Renovación Socialista
Corriente heredera del legado histórico del proceso de renovación socialista, surgido a mediados de la década de 1970, en el seno de la dirección partidaria de Carlos Altamirano en el exilio, el cual significaría la revisión ideológica del socialismo chileno. Luego del quiebre de la Megatendencia, el sector afín a Krauss, compuesto en su mayoría por militantes jóvenes, logró rearticularse, principalmente al interior de la Juventud Socialista de Chile donde se ha constituido en la fuerza mayoritaria, la misma organización juvenil es presidida por Francisco Saba, dirigente joven de esta misma corriente. Ostenta además en la dirección del partido, una vicepresidencia.

### Tercerismo
Corriente nacida de una escisión del PS Almeyda, en sus inicios se estructuró como una tercera posición entre la Nueva Izquierda y la Renovación, actuando como factor de intermediación haciendo de fiel de la balanza en las complejas pugnas internas de los años 1990. Es dirigida por Ricardo Solari y, pese a que proviene del PS Almeyda, hoy es una de las corrientes más cercanas al centro político y una de las más férreas defensoras del legado de la Concertacion. Cuenta entre sus líderes a figuras de gran influencia interna, como el ministro y expresidente del partido Álvaro Elizalde o la senadora Paulina Vodanovic presidenta del partido socialista. Algunas de sus figuras emblemáticas han sido Jaime Pérez de Arce, Juan Pablo Letelier, Fidel Espinoza, entre otros. Luego del quiebre de la Megatendencia y la integración de militantes anteriormente afines a Aguilera, se constituyó como el sector que llegó actualmente a ostentar la presidencia de la colectividad.

### Grandes Alamedas
Surgida en las elecciones de 2006, y encabezada por la senadora Isabel Allende, esta corriente constituye una heterogénea combinación de fuerzas: ex renovados contrarios a Escalona, como la senadora Isabel Allende y los senadores Jaime Gazmuri , Carlos Ominami, Fulvio Rossi; militantes destacados como Alfonso Guerra y ex Terceristas como Germán Correa. Actualmente Grandes Alamedas es conducida por Andrés Santander y Daniella Cicardinni.

### Colectivo de Identidad Socialista
Emerge de un grupo de la Nueva Izquierda denominado “Generacional”, dada su adscripción identitaria a los movimientos juveniles de los años ochenta. En 1997, a partir del Congreso de Concepción, este grupo difiere de la conducción partidista de Camilo Escalona y funda el «Colectivo», cuyo discurso se orienta a la recuperación de la identidad de izquierda transformadora en el partido a partir del trabajo local y la relación con los movimientos sociales; no obstante esto, han forjado alianzas políticas y electorales con los sectores del partido que han llevado la conducción en las últimas décadas (Nueva Izquierda fundamentalmente). Entre sus principales figuras han destacado los alcaldes Sadi Melo y Nelson Venegas, los diputados Daniel Melo, Leonardo Soto y Luis Lemus, el expresidente de la IUSY Felipe Jeldres y el expresidente de la Juventud Socialista Francisco Melo Contreras.

### Disidencia
Denominados también como Recuperación Socialista, son un grupo de militantes, exmiembros de las más diversas tendencias, organizados en oposición a lo que ha sido la conducción del partido durante la última década. Podemos destacar entre sus miembros más influyentes a la exsenadora y vicepresidenta del partido Fanny Pollarolo, a los exministros Mahmud Aleuy y Soledad Barría, así como a la ministra de defensa Maya Fernández, fue este grupo el primero en posicionarse en apoyo de Gabriel Boric en su candidatura presidencial por sobre Yasna Provoste.

### Izquierda Socialista (extinta)
Fue una corriente nacida el año 2015 y surgida al alero de las movilizaciones sociales de 2011, que postulaba una mirada crítica respecto del devenir de la colectividad desde el proceso de «renovación» surgido en los años 80. Plantea como objetivo la reconstrucción del Partido Socialista como fuerza crítica y transformadora. En su auge contaban con una fuerte presencia en el mundo universitario, especialmente en la Universidad de Chile. Fueron miembros de la Izquierda Socialista el exmilitante Fernando Atria, Michelle Peutat, Jaime Fuentealba, Gonzalo Durán, Ernesto Águila, Vivienne Bachelet, Juan Pablo Mañalich, entre otros.

### Frente Allendista (extinta)
Fue una corriente de opinión que declaraba tener como eje la recuperación del Partido Socialista hacia el trabajo de militancia, promoviendo las ideas del expresidente Salvador Allende, los miembros de esta corriente se declaraban marxistas, democráticos, revolucionarios, internacionalistas y latinoamericanistas. A fines de 2018 decidieron retirarse del partido, apostando por la convergencia con fuerzas del Frente Amplio, luego se retiraron del conglomerado al firmar el «Acuerdo por la Paz y una Nueva Constitución» en el contexto del Estallido Social. Actualmente este grupo reside en los movimientos Fuerza Allendista y en el Movimiento por el Socialismo Allendista.

### Megatendencia (extinta)
La Megatendencia conocida también como la Renovación, nace en 1995 cuando dos grupos liderados por Ricardo Núñez y Jorge Arrate se unieron para enfrentar la candidatura de Escalona, sumándose algunos dirigentes históricos del Movimiento de Acción Popular Unitaria (MAPU), como José Antonio Viera-Gallo, Jaime Gazmuri, José Miguel Insulza y Carlos Montes. Era considerada la sucesora del PS Núñez, surgido a mediados de la década de 1980. Durante la presidencia de Isabel Allende, la Megatendencia se dividió entre un sector afín a la conducción orgánica de Fernando Krauss y otro sector afín a Miguel Ángel Aguilera, con la expulsión del exalcalde del partido, el sector de Krauss heredó la tradición del pensamiento de la renovación socialista, mientras que la mayoría de miembros afines a Aguilera se incorporaron a otras tendencias principalmente el tercerismo. En su momento este sector llegó a ser el más poderoso del Partido Socialista.

## Elecciones internas

### Elecciones internas de 2006
En las elecciones partidarias del 3 de mayo de 2006 se obtuvieron los siguientes resultados a nivel del Comité Central de elección nacional:
- Lista B: "Más Socialismo y Democracia para Chile" (Camilo Escalona Medina) 14 963 votos que representan el 48,1 %
- Lista E: "Grandes Alamedas" (Isabel Allende Bussi) 11 568 votos que representan el 37,2 %
- Lista C: "Socialista de Izquierdas, Socialistas como Allende" (Francisco Bucat Oviedo) 2106 votos que representan el 6,8 %
- Otras Listas: 2482 votos que representan el 7,9 %

Total de votos escrutados: 32 569.
De esta forma la directiva del partido para el período 2006-2008 quedó conformada como sigue:
- Presidente: Camilo Escalona Medina
- Vicepresidentes: Ricardo Solari Saavedra y Sadi Melo Moya
- Secretario general: Marcelo Schilling Rodríguez
- Vicepresidenta de la Mujer: Carmen Gloria Allende
- Vicepresidente de Asuntos Indígenas: Domingo Colicoy Caniulén.

### Elecciones internas de 2008
En las elecciones partidarias del 27 de abril de 2008, la militancia respaldó la línea política seguida por su presidente, Camilo Escalona, obteniendo su lista la mayoría absoluta a nivel del Comité Central de elección nacional:
- Lista A: "Más Igualdad para Chile" (Camilo Escalona) 22 338 votos que representan el 57,7 %, 18 miembros electos
- Lista D: "Grandes Alamedas" (Isabel Allende Bussi) 11 065 votos que representan el 28,6 %, 8 miembros electos
- Otras listas: 5301 votos que representan el 13,7 %, 4 miembros electos.

Total de votos escrutados: 40 811.
De esta forma la directiva del partido para el período 2008-2010 quedó conformada como sigue:
- Presidente: Camilo Escalona Medina
- Vicepresidentes: Mahmud Aleuy, Juan Pablo Letelier, Carlos Ominami, Ricardo Solari y Sadi Melo
- Secretario general: Marcelo Schilling
- Vicepresidenta de la Mujer: Isabel Allende Bussi
- Vicepresidente de Asuntos Indígenas: Eugenio Alcamán.

Tras las elecciones presidenciales de 2009-2010 y bajo fuertes cuestionamientos en la conducción del partido, renunció indeclinablemente a la mesa Camilo Escalona. El parlamentario Fulvio Rossi presidió una mesa de unidad.
A partir del 11 de marzo de 2010, al ganar las elecciones Sebastián Piñera, el Partido Socialista pasó a conformar parte de la bancada de oposición.

### Elecciones internas de 2015
En las elecciones partidarias del 26 de abril de 2015, las bases apoyaron a la "Nueva Mayoría Socialista", liderada por Isabel Allende.
- Lista A: "Nueva Mayoría Socialista" (Isabel Allende Bussi) 17 493 votos que representan el 57,77 %, 18 miembros electos
- Lista D: "Juntos Somos Más" (Camilo Escalona) 10 473 votos que representan el 34,59 %,11 miembros electos
- Otras listas: 2314 votos que representan el 7,6 %, 1 miembro electo.

Total de votos escrutados: 30 280.
De esta forma la directiva del partido a partir de 2015 quedó conformada como sigue:
- Presidente: Isabel Allende Bussi
- Vicepresidentes: Sadi Melo, Miguel Ángel Aguilera, Camilo Escalona, Fernando Krauss, Juan Pablo Letelier, Manuel Monsalve
- Secretario general: Pablo Velozo
- Vicepresidenta de la Mujer: Alba Gallardo.

### Elecciones internas de 2017
En estas elecciones Partidarias de 2017 se presentaron a la elección 3 listas:
Lista A: "Otro PS es Posible" (Gonzalo Duran) 5942 votos que representan el 20,5 %, 12 miembros electos
Lista B:"Frente Allendista" (Héctor López Olave) 894 votos que representan el 3,0 %, 0 miembros electos
Lista C: "Unidad Socialista" (Álvaro Elizalde) 22119 votos que representan el 76,4 %  48 miembros electos

## Símbolos

### La Marsellesa Socialista
El himno del Partido Socialista de Chile recibe el nombre de la Marsellesa Socialista. Nació en la ciudad de Concepción como necesidad de tener un himno partidario. Su letra fue creación de Waldo Pereira, Venancio Yáñez, Elisandro Olavarría, Antenor Vidal Latorre y un estudiante peruano quien propuso cambiarle la letra al himno peruano del APRA, que a su vez copia la música del himno nacional de Francia.
El himno se propagó en seccionales por todo el país, hasta que en el III Congreso General Ordinario del Partido en 1936, el himno pasó a ser oficial. Su letra es la siguiente:
| Contra el presente vergonzante el socialismo surge ya. Salvación, realidad liberante que ha fundido en crisol la verdad, que ha fundido en crisol la verdad. Sellaremos con sangre en la historia nuestra huella pujante y triunfal. El Partido dará a los que luchan digno ejemplo de acción contra el mal. Socialistas a luchar resueltos a vencer, fervor, acción hasta triunfar nuestra revolución. Socialistas a luchar resueltos a vencer, fervor, acción, hasta triunfar nuestra revolución. | Arriba el socialismo obreros que es nuestra liberación Militantes puros y sinceros prometamos jamás desertar. Reafirmemos la fe socialista que es deber sin descanso luchar contra el pulpo del imperialismo que a los pueblos desea atrapar. Socialistas a luchar resueltos a vencer, fervor, acción, hasta triunfar nuestra revolución. Socialistas a luchar resueltos a vencer, fervor, acción, hasta triunfar nuestra revolución. |  |

### Bandera y logo

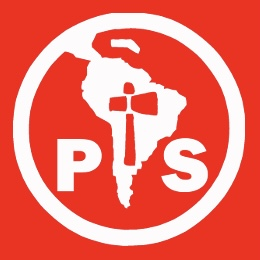
Logotipo histórico del PS.

Sus creadores fueron Ricardo A. Latcham y Luciano Kulczewski, miembros de la primera brigada parlamentaria. Sin embargo, según un testimonio de Juan Gómez Millas, el autor de la insignia del partido habría sido el pintor Marco Bontá.
Se compone del hacha toqui, símbolo guerrero mapuche, que simboliza la destrucción y construcción de un nuevo régimen, así como la liberación y combate antiimperialista. Ésta se encuentra sobre el continente latinoamericano, reflejando el carácter latinoamericanista del partido. Finalmente todo este emblema está sobre un manto rojo, símbolo universal de los trabajadores de todas las latitudes.

## Resultados electorales

### Elecciones parlamentarias
|  | 0,99 % |

|  | 11,17 % |

|  | 17,85 % |

|  | 16,21 % |

|  | 7,13 % |

|  | 7,71 % |

|  | 3,43 % |

|  | 2,72 % |

|  | 5,56 % |

|  | 4,61 % |

|  | 10,67 % |

|  | 11,35 % |

|  | 11,13 % |

|  | 13,58 % |

|  | 10,58 % |

|  | 11,15 % |

|  | 12,76 % |

|  | 11,99 % |

|  | 18,70 % |

|  | 17,84 % |

|  | 11,93 % |

|  | 12,72 % |

|  | 11,05 % |

|  | 14,58 % |

|  | 10,00 % |

|  | 14,71 % |

|  | 10,05 % |

|  | 12,07 % |

|  | 10,02 % |

|  | 9,23 % |

|  | 11,13 % |

|  | 16,16 % |

|  | 9,76 % |

|  | 7,52 % |

|  | 5,43 % |

|  | 6,74 % |

Nota 1: No se incluye los resultados de Partido Socialista de Trabajadores (1941), Partido Socialista Auténtico (1945 y 1949) y Partido Socialista Popular (1949, 1953 y 1957). Fuente: Cruz-Coke 1984
Nota 2: No se incluye la composición del parlamento en 1989, pues los socialistas se encontraban repartidos entre el Partido por la Democracia y el Partido Amplio de Izquierda Socialista. Tras el Congreso de Unidad Salvador Allende de 1990, los diputados electos por esos partidos se sumaron al PS.

### Elecciones municipales
|  | 0,16 % |

|  | 10,20 % |

|  | 14,46 % |

|  | 8,48 % |

|  | 8,72 % |

|  | 3,51 % |

|  | 3,32 % |

|  | 1,56 % |

|  | 10,17 % |

|  | 11,48 % |

|  | 14,18 % |

|  | 22,64 % |

|  | 8,53 % |

|  | 11,15 % |

|  | 11,28 % |

|  | 11,80 % |

|  | 10,90 % |

|  | 9,34 % |

|  | 11,17 % |

|  | 9,87 % |

|  | 10,43 % |

|  | 8,00 % |

|  | 10,72 % |

|  | 5,01 % |

|  | 8,66 % |

|  | 4,07 % |

|  | 6,06 % |

Nota1: Los resultados de la elección de concejales de 2016 incluye a los independientes apoyados por el partido dentro del pacto «Nueva Mayoría para Chile».
Nota2: Entre 1992 y 2000 se votaba sólo para elegir concejales. En 1992 hubo alcaldes que compartieron la mitad del período con otro concejal. A partir de 2004 se realizan las votaciones de alcalde y concejales por separado.

### Elecciones de gobernadores
|  | 12,32 % |

|  | 4,19 % |

### Elecciones de consejeros regionales
|  | 10,60 % |

|  | 8,96 % |

|  | 5,48 % |

|  | 6,37 % |

### Elecciones de convencionales constituyentes y consejeros constitucionales
|  | 4,84 % |

|  | 5,96 % |

## Autoridades

### Presidentes de la República

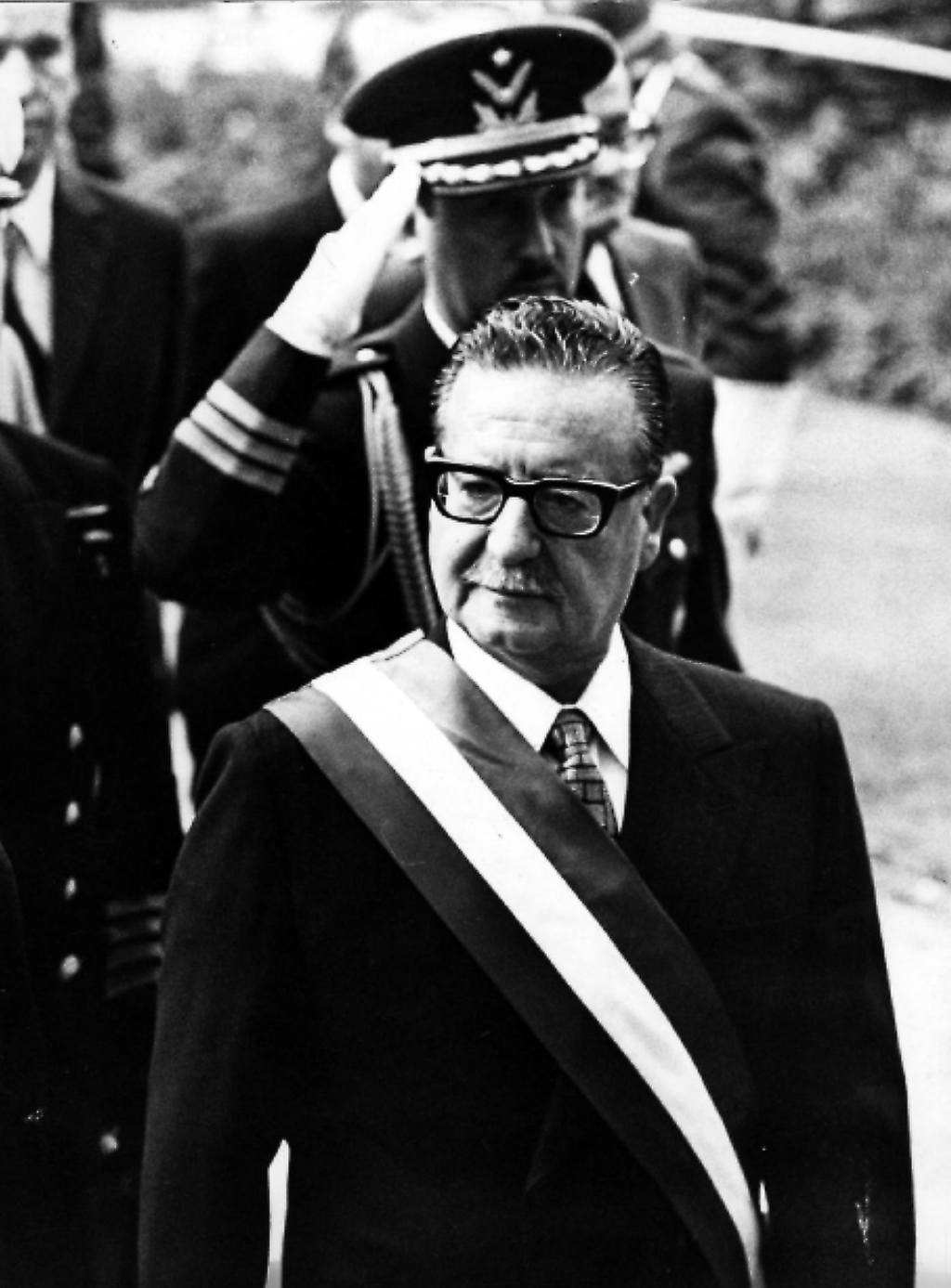
Salvador Allende 1970-1973
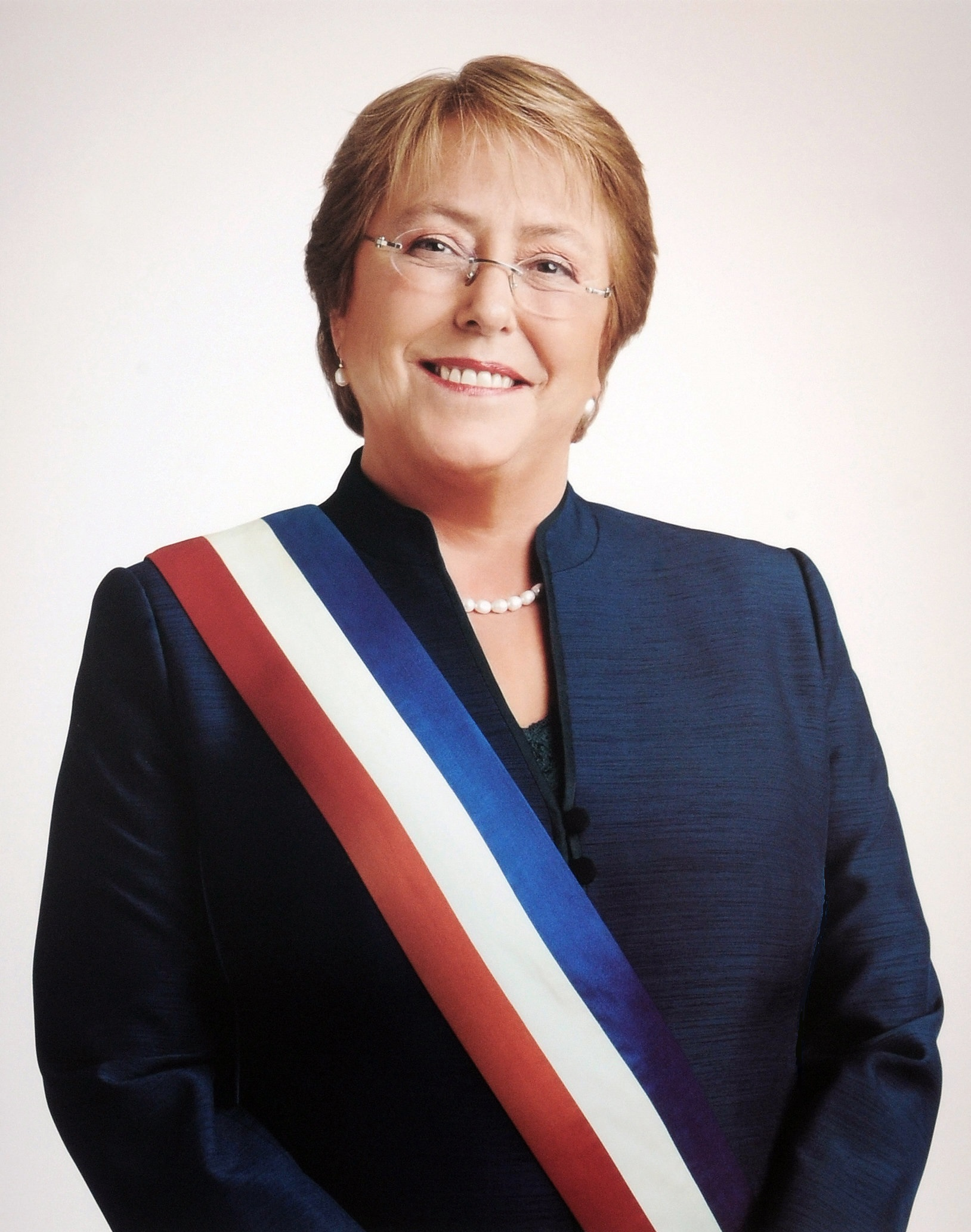
Michelle Bachelet 2006-2010, 2014-2018

### Parlamentarios
Senadores
El Partido Socialista de Chile tiene siete senadores.
| Senador                     | Región             | Circunscripción | Periodo   |
| --------------------------- | ------------------ | --------------- | --------- |
| José Miguel Insulza Salinas | Arica y Parinacota | I               | 2018-2026 |
| Isabel Allende Bussi        | Valparaíso         | VI              | 2018-2026 |
| Juan Luis Castro González   | O'Higgins          | VIII            | 2022-2030 |
| Paulina Vodanovic Rojas     | Maule              | IX              | 2023-2026 |
| Gastón Saavedra Chandía     | Bío Bío            | X               | 2022-2030 |
| Alfonso de Urresti Longton  | Los Ríos           | XII             | 2014-2030 |
| Fidel Espinoza Sandoval     | Los Lagos          | XIII            | 2022-2030 |

Diputados
El Partido Socialista de Chile tiene 13 diputados electos para el período legislativo 2022-2026.
| Diputado                                 | Región        | Distrito |
| ---------------------------------------- | ------------- | -------- |
| Danisa Astudillo Peiretti                | Tarapacá      | 2        |
| Daniela Cicardini Milla                  | Atacama       | 4        |
| Juan Santana Castillo                    | Atacama       | 4        |
| Daniel Manouchehri-Moghadam-Kasham Lobos | Coquimbo      | 5        |
| Nelson Venegas Salazar                   | Valparaíso    | 6        |
| Tomás De Rementería Venegas              | Valparaíso    | 7        |
| Daniel Melo Contreras                    | Metropolitana | 13       |
| Raúl Leiva Carvajal                      | Metropolitana | 14       |
| Leonardo Soto Ferrada                    | Metropolitana | 14       |
| Jaime Naranjo Ortiz                      | Maule         | 18       |
| Marcos Ilabaca Cerda                     | Los Ríos      | 24       |
| Ana María Bravo Castro                   | Los Ríos      | 24       |
| Emilia Nuyado Ancapichún                 | Los Lagos     | 25       |

### Gobernadores regionales
El Partido Socialista de Chile tiene 4 gobernadores electos para el período 2025-2029.
| Gobernador              | Región    |
| ----------------------- | --------- |
| Pablo Silva Amaya       | O'Higgins |
| Óscar Crisóstomo Llanos | Ñuble     |
| Luis Cuvertino Gómez    | Los Ríos  |

### Consejeros regionales
El Partido Socialista de Chile, incluidos los independientes (*) apoyados por el partido, tiene 23 consejeros regionales electos para el periodo 2022-2026 en todas las regiones del país, a excepción de las regiones de Tarapacá, Valparaíso, Ñuble y La Araucanía.
| Consejero                   | Región                         | Consejeros | Circunscripción provincial |
| --------------------------- | ------------------------------ | ---------- | -------------------------- |
| Alejandro Díaz Carvajal     | Arica y Parinacota             | 2/14       | Arica y Camarones          |
| Denisse Morales Flores*     | Arica y Parinacota             | 2/14       | Arica y Camarones          |
| Andrea Merino Díaz          | Antofagasta                    | 1/16       | Antofagasta                |
| Georgette Godoy Aracena     | Atacama                        | 3/14       | Copiapó                    |
| Igor Verdugo Herrera        | Atacama                        | 3/14       | Huasco                     |
| Juan Santana Álvarez*       | Atacama                        | 3/14       | Huasco                     |
| Pedro Valencia Cortés       | Coquimbo                       | 1/16       | Elqui                      |
| Dióscoro Rojas Campos       | Metropolitana de Santiago      | 5/34       | Santiago II                |
| Camilo Antileo Espina       | Metropolitana de Santiago      | 5/34       | Santiago III               |
| Jazmín Aguilar Ortiz        | Metropolitana de Santiago      | 5/34       | Santiago III               |
| Carolina Oteiza Fuenzalida  | Metropolitana de Santiago      | 5/34       | Santiago VI                |
| Felipe Berríos Ubilla       | Metropolitana de Santiago      | 5/34       | Talagante                  |
| Mauricio Valderrama Álvarez | O'Higgins                      | 3/16       | Cachapoal I                |
| Jacqueline Jorquera Reinoso | O'Higgins                      | 3/16       | Cachapoal II               |
| Cristina Marchant Salinas*  | O'Higgins                      | 3/16       | Colchagua                  |
| Rodrigo Hermosilla Gatica   | Maule                          | 1/20       | Linares                    |
| Roberts Córdova Bustos*     | Biobío                         | 2/23       | Biobío                     |
| Andrés Parra Sandoval       | Biobío                         | 2/23       | Concepción II              |
| ítalo Martínez Carvallo     | Los Ríos                       | 1/14       | Valdivia                   |
| Daniela Méndez Cárdenas     | Los Lagos                      | 4/16       | Chiloé                     |
| Manuel Rivera Altamirano    | Los Lagos                      | 4/16       | Llanquihue                 |
| Francisco Reyes Castro      | Los Lagos                      | 4/16       | Osorno                     |
| Roberto Soto Escalona       | Los Lagos                      | 4/16       | Palena                     |
| Marisol Martínez Sánchez    | Aysén                          | 1/14       | Coyhaique                  |
| Antonio Bradasic Sillard    | Magallanes y Antártica Chilena | 1/14       | Magallanes                 |
|                             | Total nacional                 | 25         |                            |

## Eslóganes de campaña
| Elección               | Eslogan                                                                                                 |
| ---------------------- | --- |
| Parlamentarias de 1969 | Socialistas, ¡a vencer!                                                                                 |
| Parlamentarias de 1973 | ¡Venceremos! ¡El pueblo unido, jamás será vencido!                                                      |
| Plebiscito de 1988     | Chile, la alegría ya viene, ¡Gana el No! Sin miedo, sin odio, sin violencia. No más dictadura. Vote No. |
| Municipales de 1992    | El Partido Socialista, bien por las comunas de Chile                                                    |
| Parlamentarias de 1993 | Los socialistas, bien por Chile                                                                         |
| Municipales de 1996    | ¡Por todo Chile!                                                                                        |
| Parlamentarias de 1997 | Por sentido común, vota Concertación; vota PS-PPD                                                       |
| Municipales de 2000    | Un Socialista Como Lagos                                                                                |
| Parlamentarias de 2001 | ¡Urgente!, vota PS                                                                                      |
| Municipales de 2004    | Queremos tanto mejorar tu vida                                                                          |
| Parlamentarias de 2005 | Un gran equipo para Bachelet Juntos, un gran equipo para Chile                                          |
| Municipales de 2008    | Vota por ti, vota socialista                                                                            |
| Parlamentarias de 2009 | Corazón socialista                                                                                      |
| Municipales de 2012    | Está contigo                                                                                            |
| Parlamentarias de 2013 | ¡Todos contigo!                                                                                         |
| Parlamentarias de 2017 | PS, Vamos contigo                                                                                       |
| Constituyentes de 2021 | Tiempo de todas y todos                                                                                 |
| Municipales de 2024    | Vota seguro, vota socialista                                                                            |